# Tabuan-Lasa
Tabuan-Lasa là một đô thị ở tỉnh Basilan, Philippines.

## Các đơn vị hành chính
Tabuan-Lasa, về mặt hành chính, được chia thành 12 khu phố (barangay).
| - Babag (Babuan Island) - Balanting - Boloh-Boloh - Bukut-Umus - Kaumpurnah - Tong-Umus - Lanawan | - Pisak-Pisak - Saluping - Suligan (Babuan Island) - Sulloh (Tapiantana) - Tambulig Buton |